# Austria na Letnich Igrzyskach Olimpijskich 2000
Austrię na Letnich Igrzyskach Olimpijskich 2000 reprezentowało 92 zawodników.

## Zdobyte medale
| Medal  | Zawodnik                           | Dyscyplina    | Konkurencja   |
| ------ | ---------------------------------- | ------------- | ------------- |
| Złoto  | Christoph Sieber                   | Żeglarstwo    | Windsurfing   |
| Złoto  | Roman Hagara Hans-Peter Steinacher | Żeglarstwo    | Tornado       |
| Srebro | Stephanie Graf                     | Lekkoatletyka | bieg na 800 m |